# Dumitru Ivanov
Dumitru Ivanov (n. 1 ianuarie 1946 - d. 4 iunie 2021) a fost un politician din Republica Moldova, și deputat în Parlamentul țării, ales în legislatura 2005-2009 pe listele partidului Blocul electoral Moldova Democrată.